# 愛知県立足助高等学校
愛知県立足助高等学校（あいちけんりつ あすけこうとうがっこう）は、愛知県豊田市岩神町川原（旧・東加茂郡足助町域）にある県立高等学校。

## 歴史

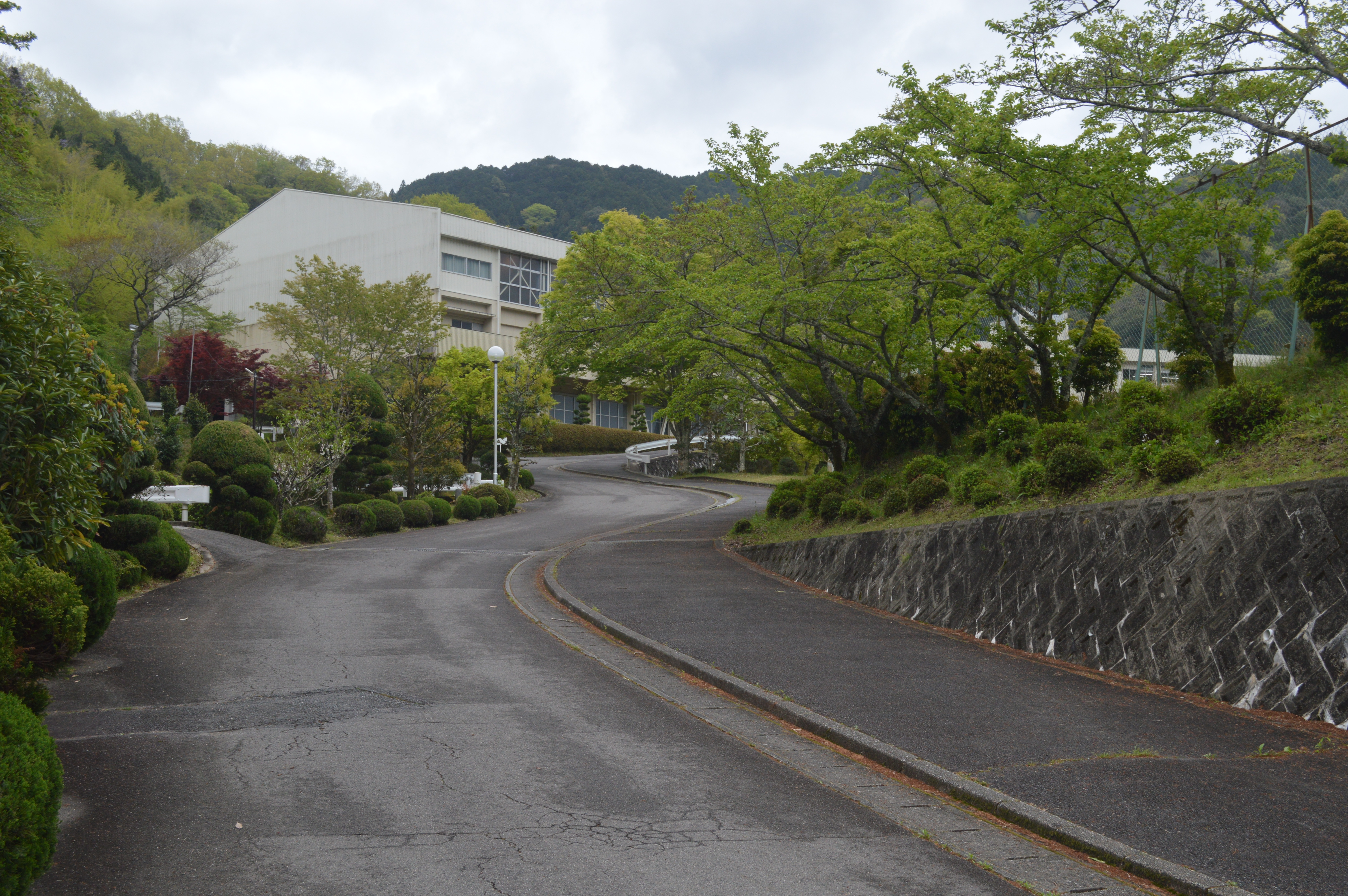
校門から校舎に至る坂道

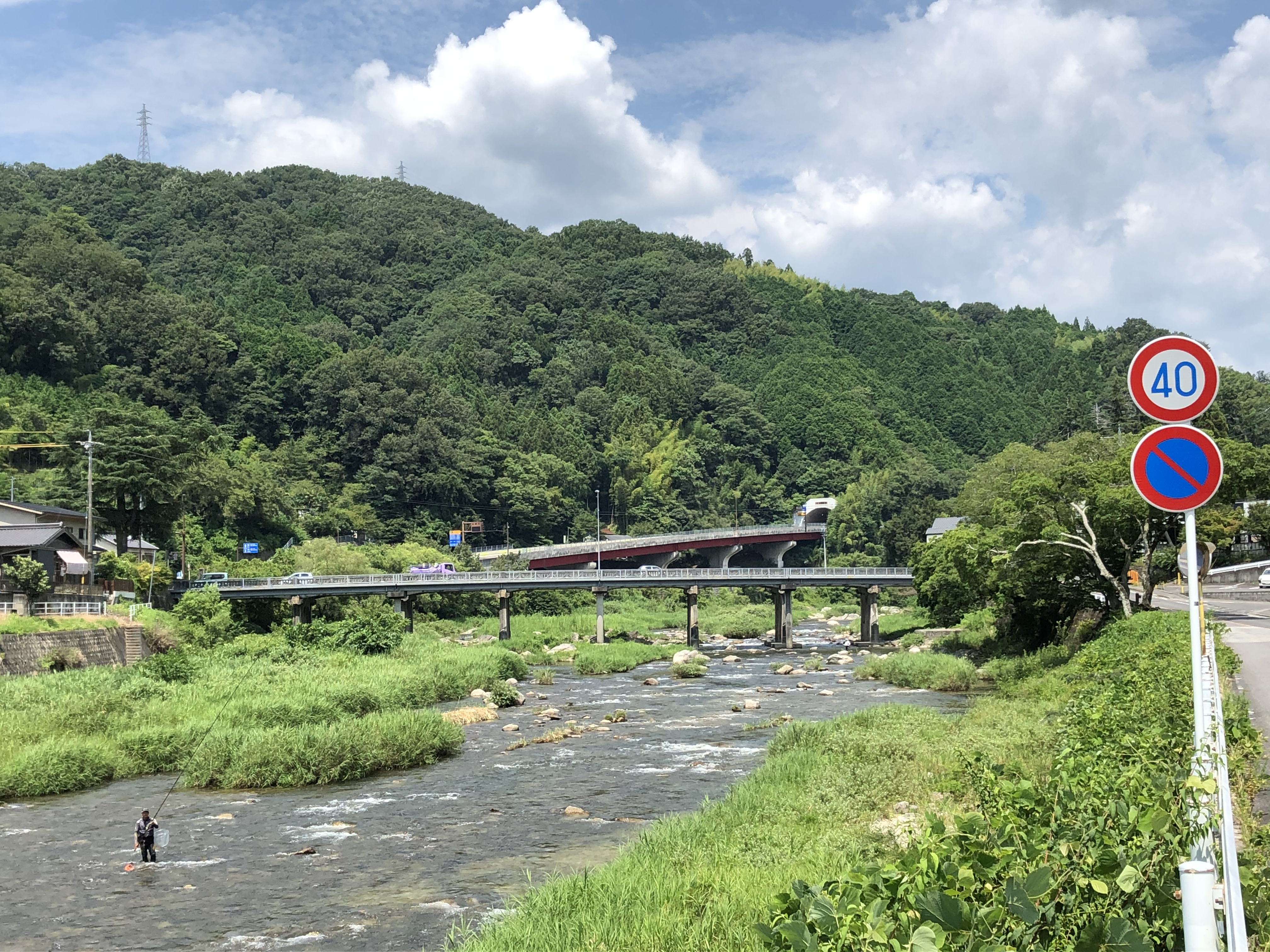
学校のすぐ前の巴川。夏は鮎の友釣りで賑わう。

愛知県東加茂郡の最高学府としての高等学校設立を切に望んだ住民たちが、郡有林を売り払って足助高等学校の設立費用に充てたという逸話が残る。1949年（昭和24年）に東加茂郡の中心地である足助町に、愛知県立加茂高等学校（現在の愛知県立豊田西高等学校）の足助分校として開校した。1951年（昭和26年）には愛知県立足助高等学校として独立した。
2005年（平成17年）には足助町を含む3町3村が豊田市に編入合併し、所在地が豊田市となった。山間部にあることから、遠隔地に居住する女子生徒のために女子専用の紅楓寮という学生寮がある。
半数以上の卒業生は就職し、うち約4割はトヨタ自動車の関連企業に就職する。

## 沿革
- 1949年（昭和24年）2月 - 愛知県立加茂高等学校足助分校として開校。
- 1949年（昭和24年）4月 - 愛知県立猿投高等学校足助分校に改称。
- 1950年（昭和25年）4月 - 愛知県立猿投農林高等学校足助分校に改称。
- 1951年（昭和26年）4月 - 愛知県立足助高等学校として独立。
- 1966年（昭和41年）4月 - 愛知県立猿投農林高等学校松平分校を合併。
- 1968年（昭和43年）4月 - 愛知県立猿投農林高等学校旭分校を合併。
- 1969年（昭和44年）4月 - 松平分校を愛知県立松平高等学校として分離。
- 1972年（昭和47年）4月 - 旭分校が愛知県立加茂丘高等学校に統合。
- 2000年（平成12年）10月 - 創立50周年。
- 2010年（平成22年）10月 - 創立60周年。

## 設置学科
- 全日制課程
  - 普通科

※ 愛知県公立高等学校入学試験では、三河地区共通Aグループに属する。

## 校訓
- 自主自律
- 責任遂行
- 明朗闊達

## 部活動
出典 : CUBE

### 運動部系
- 卓球部
- 男子バレーボール部
- 女子バレーボール部
- バスケットボール部
- サッカー部
- 弓道部
- 剣道部
- テニス部
- 陸上部

### 文化部系
- 吹奏楽部
- 文芸部
- コンピュータ部
- 茶華道部
- 英会話部
- 家庭科部

## 交通
- 名鉄三河線 猿投駅下車乗り換え、とよたおいでんバス：さなげ・足助線「足助病院」バス停下車、徒歩で約5分。

## 著名な卒業生
- 寺尾悟（ショートトラックスピードスケート選手）